# Lib.I
Lib.I — дебютный студийный альбом немецкой готической группы Merciful Nuns, вышедший в 2010 году на лейбле Solar Lodge.

## Об альбоме
Lib.I посвящён оккультной тематике, в частности, идеологии Телемы. В песне «Temple of Hadit» упоминается телемитское божество Хадит, в некоторых композициях использованы семплы речи Алистера Кроули. Кроме того, музыканты открыто признавались, что альбом был создан во многом под влиянием Sisters of Mercy (даже оформление его обложки напоминает дизайн альбома First and Last and Always, а в отдельных текстах содержатся перефразированные цитаты из песен Эндрю Элдрича).
Альбом получил положительные оценки музыкальных критиков, которые доброжелательно отметили его «традиционность» и верность принципам классического готик-рока. Так, Уве Маркс из журнала Sonic Seducer назвал этот диск «не старомодным, а современным» и «захватывающим», отдельно отметив сочетание замечательных гитарных партий, мрачного звучания и «тёмного» вокала в духе ранних Sisters of Mercy. Рецензент из влиятельного бельгийского онлайн-журнала Dark Entries поставил альбому 9 баллов из 10 возможных, назвал его лучшим из всего творчества Артауда Сета и указал на влияние таких коллективов, как Fields of the Nephilim и Nosferatu.

## Список композиций
Все тексты: Артауд Сет. Музыка: Merciful Nuns.
1. «The Equinox» — 4:38
2. «Funeral Train» — 4:50
3. «Someday» — 5:25
4. «Tower of Faith» — 3:23
5. «Nunhood» — 3:25
6. «Temple of Hadit» — 6:13
7. «The Darkness» — 5:48
8. «God/Aeon» — 8:26
9. «Liber Al Vel Legis» — 6:08 (bonus track)

## Участники записи
- Артауд Сет — вокал, программирование
- Нильс «Jón» Хербиг — гитара
- Ява Сет — бас-гитара